# Call of Duty: Strike Team
 Call of Duty: Strike Team é um jogo eletrônico de tiro em primeira pessoa e tiro em terceira pessoa desenvolvido pela The Blast Furnace e publicado pela Activision para iOS e Android. É um jogo derivado da série Call of Duty, baseado no modo "Equipe - Strike Team" do Call of Duty: Strike Team.

## Jogabilidade
Os jogadores têm a opção de mudar de uma visão em primeira pessoa para a perspectiva de um drone suspenso. Do céu, os jogadores podem comandar seu esquadrão para encontrar cobertura, lançar fragmentos, atirar e até mesmo proteger objetivos. Este modo apresenta uma jogabilidade estratégica enquanto aprimora as táticas de posicionamento e reconhecimento do mapa. O Strike Team faz uso das telas sensíveis ao toque disponíveis nos dispositivos iOS e Android, permitindo que os jogadores controlem seu esquadrão com alguns gestos simples na tela. Os lados esquerdo e direito da tela atuam como sticks analógicos virtuais para movimento durante o jogo na perspectiva do primeiro jogador. Além disso, o jogo apresenta mira rápida por meio de pequenas setas colocadas na parte inferior da tela usadas para alternar entre os alvos.  Tocar em uma das setas traz a retícula de mira para o alvo mais próximo.

### Campanha
O jogo se passa no arco da história Black Ops, em 2020, com jogadores liderando uma equipe de Operações Especiais Conjuntas dos EUA depois que o país "se encontra em uma guerra com um inimigo desconhecido". A experiência para um jogador oferece a mesma sensação dos jogos Call of Duty anteriores. A campanha consiste em missões baseadas em objetivos, onde os jogadores controlam equipes de ataque que são enviadas em missões específicas para recuperar informações, eliminar alvos ou assumir o controle de uma área específica. Os jogadores podem trocar equipamentos e armas ou atualizar vantagens (que concedem melhorias) entre as missões. As vantagens podem ser atualizadas por meio da moeda do jogo obtida em missões ou por meio de compras no aplicativo.
O jogo não vem com um modo multiplayer.

### Modo de sobrevivência
O Modo de Sobrevivência no Strike Team joga da mesma forma que o Modo de Sobrevivência de Modern Warfare 3. Os jogadores devem lutar contra ondas infinitas de inimigos controlados por IA nos 3 mapas incluídos no jogo, com mais mapas disponíveis para compra. O modo de jogo aumenta em dificuldade à medida que os jogadores avançam nas ondas. Ao completar uma onda, o XP é recompensado com base no desempenho do jogador, que pode ser usado para comprar munição ou armas e armaduras atualizadas.

### Modo Time Attack
Um novo modo de jogo para o jogo que foi disponibilizado como atualização gratuita em 21 de novembro de 2013, para quem já comprou o jogo. O modo Time Attack coloca o jogador em qualquer um dos mapas já disponíveis e envia inimigos controlados por IA. Os jogadores devem lutar contra as forças inimigas, mantendo um olho no relógio. Matar inimigos recompensa os jogadores com mais tempo no relógio, com o objetivo de permanecer vivo o maior tempo possível enquanto ganha fichas.

### Modo Dominação
Um novo modo de jogo para o jogo foi disponibilizado como atualização gratuita em 19 de dezembro de 2013 (somente para usuários do IOS) para quem já comprou o jogo. O novo modo de jogo estava disponível para jogar em todos os mapas do Strike Team. O objetivo é capturar e manter três pontos estratégicos no mapa por um determinado período de tempo enquanto segura um grande número de forças inimigas. Quanto mais tempo o jogador sobrevive, mais mortais os inimigos se tornam enquanto forçam seu caminho no mapa do jogo para tentar recapturar os marcadores.

## Recepção
Call of Duty: Strike Team recebeu avaliações acima da média de acordo com o site review agregation Metacritic. Brian Albert do IGN deu ao jogo pontos positivos em sua opção de visão tática e desbloqueios constantes de armamento atualizado. No entanto, o tiro desajeitado do Strike Team, o difícil controle do esquadrão e a história confusa foram uma decepção aos seus olhos. Albert escreveu: "Ao tentar agradar tanto o público móvel quanto o de console, Call of Duty: Strike Team não consegue alcançar nenhum dos dois."